# Denise Quiñones
Denise Marie Quiñones August (Ponce, 9 de septiembre de 1980) es una exreina de belleza, modelo y actriz puertorriqueña. Fue coronada como Miss Universo 2001, convirtiéndose en la cuarta mujer en ostentar dicho cetro. Al triunfar en Puerto Rico, se convirtió en la primera y actualmente única ganadora no estadounidense en lograr el título en su propia tierra natal. Además, se ha destacado como actriz por su participación en varias series de televisión, obras de teatro y películas.
En febrero de 2018, la organización de Miss Universo (MUO - IMG) le otorga los derechos de la franquicia de Miss Puerto Rico Universe a la compañía Hemisphere Media Group - WAPA televisión de Puerto Rico. La compañía designa a Denise Quiñones como la nueva directora nacional para manejar la franquicia.  Es la primera vez que una ex Miss Universo se alza a la dirección de la franquicia de Miss Puerto Rico Universe.

## Biografía
Denise Quiñones se crio en Lares, Puerto Rico desde los cinco años de edad. Desde temprana edad mostró su afición por la música, el baile y las artes en la Caribbean School (de Ponce). Mientras cursaba el tercer grado tomó clases de baile en la Escuela de Estela Vélez. En Lares participó en el coro de su escuela y en el de su parroquia. Tras graduarse de noveno grado se mudó a Arecibo. Por ser uno de los promedios más altos de escuela superior se le incluyó en el "Who's Who Among American High School Students". Asistió a la Universidad por tres años, estudiando Periodismo en la Universidad de Puerto Rico. Participó como animadora del programa de televisión "Eso Vale", de Luisito Vigoreaux y mostró sus dotes como bailarina perteneciendo al cuerpo de baile del programa "Súper Show".
El 11 de mayo de 2001 consigo ser  coronada como Miss Universo 2001, convirtiéndose en la cuarta puertorriqueña en ganar el título y la primera en ganarlo en su propio país. Además de ganar, también, en dicho certamen, se llevó los siguientes premios: Miss Fotogénica, Mejor Cuerpo Bluepoint Swimsuit Fitness y Mejor Cabello Herbal Essences de Clairol. Durante su año de reinado, Denise viajó como embajadora de Buena Voluntad en los países que visitaba. Como parte de su premio por ganar la competición de Miss Universo 2001, Denise tuvo la oportunidad de tomar dos años de clases de actuación en la escuela "The School for Film and Acting", en la ciudad de Nueva York.
Denise ha desarrollado sus habilidades en televisión, teatro y música en los últimos años. Estuvo trabajando en la versión en español de la pieza "Anna in the Tropics", trabajo actoral que le valió nominaciones y premios en los "ACE" y "Hola Awards". En octubre de 2005 protagonizó la pieza Doña Rosita la Soltera. Después de realizar algunos comerciales en Puerto Rico, y trabajar en el teatro, Denise ha utilizado sus talentos en la televisión norteamericana como estrella especial en programas como: Smallville, Freddie, y en "The Bedford Diaries", antes de ganar el papel estelar de Rachel en las series de "Aquaman" de la cadena CW Television Network. Adicionalmente, Denise ha trabajado en producciones de teatro en Nueva York. 
En noviembre de 2006, Denise obtuvo el papel principal en la obra "off-Broadway" llamada "Carrots" una comedia en su versión en español de Antonio Zancada, trabajo que le mereció otra nominación y posteriormente su segunda premiación de los "ACE Awards" en su edición del año 2007.
Además, de su participación en obras de teatro y televisión ha participado en varias películas como: Bad Boys II, Party Time y La soga entre otras. También protagonizó en Elite (película de 2010), película dirigida por Andrés Ramírez y donde compartió reparto con Jorge Alberti. 
Con relación a su vida personal, de 2006 a 2009 fue pareja de René Pérez, líder de la agrupación musical Calle 13. De 2010 a 2011 mantuvo una relación con el actor, director y productor dominicano Frank Perozo.

## Filmografía
- Locas y atrapadas (2014)
- El que mucho abarca (2014)[3]
- Elite (2010)[4] agente especial Sandra Torres
- La soga[5] AKA The Butcher's Wife” (2009) Movie// Jenny
- Party Time[6]
- Bad Boys II[7] (2003) (uncredited) // Street walker in Cuba

### Series de televisión
- "Mujeres asesinas" (2012) Tv Series // Sonia Desalmada
- "Elena Santos"[8]//Yarelis serie de tv de PR
- “Aquaman[9] ” (2006) TV Series // Rachel
- Smallville[10] - Vengeance Chronicles” (2006) Webisode // Andrea Rojas/Angel of Vengeance
- “Smallville[11] ” - Vengeance (2006) TV Episode // Andrea Rojas/Angel of Vengeance
- “The Bedford Diaries[12] ” (2006) TV Series // Mia Thorne (post-production)
- “Freddie[13] ” -The Two that Got away (2006) TV Episode// Denise
- “Freddie[14] ” -The Mixer (2006) TV Episode// Denise
- “Love Monkey”[15] - Pilot (2006) TV Episode // Gorgeous Woman
- Miss Universe[16] (2002) (TV) // Miss Universe 2001
- Miss Universe[17] 2001 (2001) (TV) // Miss Puerto Rico/Miss Universe 2001 (winner)

### Teatro
- Pantaleón y las visitadoras[18]
- Ana en el Trópico[19]
- Doña Rosita la soltera[20]
- Doña flor y sus dos maridos[21]
- Zanahorias (Primera edición)[22]
- Magnolias de acero (2011)
- El hijo de puta del sombrero (2016)[23]